# Saint Francis megye
Saint Francis megye az Amerikai Egyesült Államokban, azon belül Arkansas államban található. Megyeszékhelye és legnagyobb városa Forrest City. Lakosainak száma 23 090 fő (2020. április 1.). Saint Francis megye Cross, Lee, Monroe, Woodruff és Crittenden megyékkel határos.

## Népesség
A megye népességének változása:
| Lakosok száma | 28 173 | 27 944 | 27 859 | 27 260 | 26 589 | 23 090 |
|               | 2010   | 2011   | 2012   | 2013   | 2015   | 2020   |